# Damascering
Damascering og damaskusstål er betegnelser for stål, der gennem en særlig fremstilling og bearbejdning kommer til at bestå af skiftende, tynde lag eller korn af hårdt, kulstofrigt stål (cementit) og stål med et lavere kulstofindhold (ferrit). Dette sidste stål er til gengæld sejere. Damaskusstål kombinerer stor hårdhed og evne til at holde en skarp æg med stor sejhed og elasticitet. Klingen springer ikke under kamp.

## Udseende
Klingen kan ætses, således at mønstre dannet af de to ståltyper træder tydeligt frem, og får en dekorativ funktion (ud over at man kan prale med den fine klinge). Mønstret kan minde om krusninger på strømmende vand. Damaskusklinger blev bl.a. fremstillet i Damaskus og var vidt berømte (og blev tillagt ikke helt troværdige egenskaber). Teknikken gik tabt, men er efterhånden blevet genopdaget. Lignende teknikker udi sværdsmedningen kendes fra Japan. Årsagen til at teknikken forsvandt omkring det 18. århundrede, er ukendt. Måske er forsyningen af wootz-metal ophørt af økonomiske eller politiske årsager, måske er sammensætningen ændret.

## Teknik
Andre teknikker end den, der blev benyttet i Damaskus, bliver ofte også omtalt som damascering. Det egentlige damaskusstål tog udgangspunkt i et indisk stål kaldet wootz-metal, der gennem en gentagen udsmedning, foldning og sammensvejsning udviklede et meget fint mønster. Wootz-metal/-stål fremstilles ved at lade plantemateriale som f.eks. blade komme i forbindelse med de smeltede stål. Kulstof fra plantedelene optages af stålet, der lokalt får en højere kulstofprocent. Disse variationer er forudsætningen for det ægte damaskusstål. Andre steder sammensvejsede man simpelthen plader af forskellige slags stål og kunne ved at opskære, sno og sammensvejse dette skabe specielle og tydelige mønstre på klingen, noget der af og til stadig er tydeligt på jordfundne sværd. Denne teknik kaldes mønstersvejsning. I det gamle Rusland kendes der til våben, rustninger og værktøjer fremstillet af bulat, som kan være baseret på råvarer importeret fra Persien og som måske er identisk med klassisk damaskusstål.
En enklere teknik er at folde et stykke sejt stål omkring et stykke meget kulstofrigt stål og svejse dem sammen, hvorefter en kniv, et sværd eller en økse bliver smedet ud af stykket. Disse klinger har en mørkere æg omgivet af et lysere sejt stål. Farverne kan lige anes, men der er ikke gjort forsøg på at fremkalde noget mønster. Denne stadig udbredte teknik betegnes ikke som damascering.

## Bøsseløb
Før det 20. århundrede blev løb til haglbøsser af og til fremstillet ved sammensvejsning af uens stålsorter og formning af løbet omkring en dorn. Disse løb har fået ry for at være svage og er uegnede til brug med moderne, røgfri krudttyper, der giver et højere tryk under affyringen.

## Pistoler
Enkelte fabrikanter af pistoler benytter stål fremstillet af blandede pulveriserede svenske stål til dele, der ikke udsættes for tryk som låsestol, aftrækker og sikring på f.eks. Colt 1911. Den mønstrede effekt, der ligner damaskusstål, omtales af og til som ”rustfri damaskus”.

## Genopdagelse/eksperimentel arkæologi
Flere smede og metallurger har arbejdet på at genopdage teknikken.  Nogle forsøg gik ud fra, at der var tale om sammensvejste og foldede lag af forskellige stålsorter. Moderne knive, der sælges som damaskusklinger, er lavet på denne måde. Resultatet afviger dog kraftigt i udseende fra originale damaskusklinger. 
Andre har taget udgangspunkt i jern med en kornet struktur lignende wootz-metal, hvor kornene udgøres af ren jernkarbid. Ved gentagne udsmedninger og opvarmning til en bestemt temperatur, synes der at dannes nano-rør af kulstof og cementit i stålet, ud over at det får den specielle mønstring. Særlige smedeteknikker kan danne lokale elementer kaldet stige og rose. Imidlertid kan rene jern-kulstofstål kun bearbejdes ved moderate temperaturer, før kulstoffet tenderer til at fordele sig jævnt i stålet. Strukturen går altså tabt. Men hvis metallet indeholder spor af vanadium, kan den oprindelige kulstoffordeling genskabes ved opvarmning i længere tid til en moderat temperatur.